# Editologia
L'editologia è il termine con il quale il filosofo Jean Claude Baudet designa la validità o meno di un sapere scientifico.
Secondo Baudet, la caratteristica principale dell'editologia è quello di definire la conoscenza come un insieme di testi, discorsi (e quindi termini), e di assegnare la scientificità di quei testi in base alle condizioni stesse della loro edizione.
Nella concezione di Baudet, l'editologia ha due scopi: comprendere i termini (terminologia) e analizzare l'edizione (editologia in senso stretto).
La critica della scienza, a suo giudizio, deve fondarsi su «un complesso di testi pubblicati» che certamente vanno analizzati ma va capita anche la modalità della loro pubblicazione cioè il fatto che sia loro riconosciuta dignità scientifica dalla comunità internazionale dei ricercatori va collegata anche in quale tipo di pubblicazione quel testo è stato stampato.
Jean Claude Baudet ritiene insufficiente il criterio di scientificità (la falsificabilità) di Karl Popper poiché le proposizioni espresse nella vita quotidiana sono generalmente falsificabili senza che per questo acquistino un carattere scientifico. Un testo invece pubblicato ad esempio sulla rivista dell' "American Chemical Society" è da considerarsi scientifico per il fatto stesso di apparire in questo periodico, un articolo invece pubblicato dal quotidiano Le Monde non ha carattere specificatamente scientifico.
Per Baudet, l'editologia poiché deve controllare accuratamente le pubblicazioni scientifiche (riviste periodiche, norme, brevetti...) deve fare appello alla sociologia e alla storia. L'editologia considera infatti la storia della scienza e la sociologia come degli strumenti scientifici parti integranti dell'epistemologia.
Sempre secondo Baudet, un apporto importante dell'editologia alla riflessione filosofica è quello di sostituire il concetto di STI (Scienza-Tecnologia-Industria) a quello di scienza. La STI rappresenta un "continuum" epistemico perché le modalità di pubblicazione sono simili per i lavoratori scientifici (ricercatori), tecnici (ingegneri) e industriali (manager). 
Questo approccio filosofico conduce ad una concezione della conoscenza che dichiara che il fulcro del razionalismo, inteso come  logica, è il complesso di STI. Una importante conseguenza del pensiero editologico è di stabilire una critica storica dei discorsi successivi che caratterizzano le pietre miliari del pensiero umano: la letteratura, la religione, e più tardi la filosofia.
Il concetto di editologia è stato attuato dalla scuola di sociolinguistica dell'Università di Rouen negli anni '90 (Louis Guespin, François Gaudin).